# Daryna Apanaszczenko
Daryna Ołeksandriwna Apanaszczenko, ukr. Дарина Олександрівна Апанащенко (ur. 16 maja 1986 w Krzywym Rogu, Ukraińska SRR) – ukraińska piłkarka, grająca na pozycji pomocnika lub napastnika w klubie Metalist 1925 Charków, reprezentantka Ukrainy.

## Kariera piłkarska

### Kariera klubowa
Ukończyła Szkołę nr 130 miasta Krzywy Róg. Mając 6 lat została zaangażowana w piłkę nożną, w wieku 15 lat zadebiutowała w zawodowym klubie piłki nożnej Kijowska Ruś z Kijowa. W 2002 roku otrzymała zaproszenie do najlepszej ukraińskiej drużyny Żytłobud-1 Charków. W 2004 wyjechała do Rosji, gdzie najpierw broniła barw Energii Woroneż, a po jej rozwiązaniu przeniosła się do klubu Riazań-WDW Riazań. W 2009 przeszła do Zwiezda-2005 Perm. Trzykrotnie zdobyła nagrodę dla najlepszej piłkarki Ukrainy. W styczniu 2017 roku wróciła do Ukrainy, gdzie zasiliła skład drużyny Żytłobud-1 Charków. Na początku 2022 roku po inwazji Rosji na Ukrainę wyjechała do Turcji, gdzie została zawodniczką Ankara BB Fomget GS. Latem 2023 wróciła do Ukrainy, do swojego byłego klubu Żytłobud-1, który zmienił nazwę na Metalist 1925 Charków.

### Kariera reprezentacyjna
22 października 2001 roku zadebiutowała w juniorskiej reprezentacji Ukrainy WU-19 w zremisowanym 2:2 meczu w drugiej rundzie eliminacji do Mistrzostw Europy U-19 ze Szkocją.
1 czerwca 2002 debiutowała w narodowej kadrze Ukrainy w meczu przeciwko Francji. Uczestniczka Mistrzostw Europy w Piłce Nożnej Kobiet 2009 (zdobywczyni bramki w meczu z Danią).

## Sukcesy i odznaczenia

### Sukcesy piłkarskie
Łehenda-SzWSM Czernihów
- mistrz Ukrainy (1): 2002
- zdobywca Pucharu Ukrainy (2): 2001, 2002

Zwiezda-2005 Perm
- finalistka Ligi Mistrzyń UEFA (1): 2008/09
- mistrz Rosji (4): 2009, 2014, 2015, 2017
- zdobywca Pucharu Rosji (4): 2011/12, 2013, 2015, 2016

Żytłobud-1 Charków
- mistrz Ukrainy (3): 2017/18, 2018/19, 2020/21
- zdobywca Pucharu Ukrainy (2): 2017/18, 2018/19

### Sukcesy indywidualne
- najlepsza piłkarka Ukrainy (7): 2009, 2010, 2015, 2016, 2017, 2018, 2020/21
- królowa strzelców Mistrzostw Rosji (3): 2009, 2014, 2015